# Facultad de Derecho, Ciencias Políticas y Sociales (UNAL Bogotá)
La Facultad de Derecho, Ciencias Políticas y Sociales es una institución dedicada fundamentalmente a la enseñanza en las áreas del Derecho y las Ciencias Sociales. La facultad pertenece a la Universidad Nacional de Colombia y junto con otras 10 facultades constituye la Sede Bogotá de dicha universidad.

## Historia
Inició como la Escuela de Derecho en 1867,aunque comenzó a funcionar realmente en 1869. Durante la guerra civil de 1885 la universidad cerró. Al reabrir, la Escuela de Derecho se trasladó al Colegio Mayor Nuestra Señora del Rosario, aunque ese mismo año se incorporó a la Universidad Nacional. Entre 1889 y 1906 se empiezan a formalizar las condiciones de estudio y el estatus de facultad, por ejemplo, se empezó a pedir a los aspirantes ser bachilleres y a ordenar la carrera en un plan de 5 años. En 1938 se inició la construcción del edificio de la facultad que fue proyectado por Alberto Wills Ferro. Este edificio se finalizó en 1940 y fue abierto a los estudiantes en 1942. En los años siguientes se adhirieron y separaron distintos institutos entre ellos: el Instituto de Ciencias Penales y Penitenciarias y el Instituto de Ciencias Económicas e Instituto de Administración de Sociedades. En 1994 la Facultad recibe a la carrera de Ciencia Política.
Esta ha sido la escuela de Derecho de importantes juristas del país, como el exmagistrado Ciro Angarita Barón, el expresidente Carlos Lleras Restrepo, los excandidatos presidenciales Jorge Eliecer Gaitán y Jaime Pardo Leal, el procurador general Mario Aramburo Restrepo, los exmagistrados Pedro Lafont y José Alejandro Bonivento, entre muchos otros que han servido a la construcción del Derecho en Colombia.

## Programas Académicos

### Pregrado
| Carrera          | Código Snies | Unidad Académica Básica (UAB)    | Duración     |
| ---------------- | ------------ | -------------------------------- | ------------ |
| Derecho          | 17           | Departamento de Derecho          | 10 semestres |
| Ciencia Política | 3140         | Departamento de Ciencia Política | 8 semestres  |

### Posgrado

#### Especializaciones
- En Derecho Privado Económico
- En Derecho de Familia
- En Instituciones Jurídico Penales
- En Análisis de Políticas Públicas
- En Derecho Administrativo
- En Derecho Constitucional
- En Derecho del Trabajo
- En Instituciones Jurídico Procesales
- En Instituciones Jurídicas de la Seguridad Social
- En Derechos Humanos y Derecho Internacional Humanitario
- En Mercados y Políticas de Suelo en América Látina

#### Maestrías
- En Derecho - Área Investigativa
- En Derecho - Profundización en Derecho Administrativo
- En Derecho - Profundización en Derecho Constitucional
- En Derecho - Profundización en Derecho de Familia
- En Derecho - Profundización en Derecho Penal
- En Derecho - Profundización en Derecho del Trabajo y Seguridad Social
- En Derecho - Profundización en Derechos Humanos y Derecho Internacional Humanitario
- En Derecho - Profundización en Sociología y Política Criminal
- En Derecho - Profundización en Derecho Privado y Económico
- En Políticas Públicas
- En Estudios Políticos Latinoamericanos

#### Doctorados
- En Derecho
- En Estudios Políticos y Relaciones Internacionales

## Investigación
- Centro de Estudios Procesales (enlace roto disponible en Internet Archive; véase el historial, la primera versión y la última).
- Consultorio jurídico (enlace roto disponible en Internet Archive; véase el historial, la primera versión y la última).
- Instituto Unidad de Estudios Socio-jurídicos (enlace roto disponible en Internet Archive; véase el historial, la primera versión y la última).